# Goldfield
- Para a cidade homónima, capital do condado de Esmeralda, estado do Nevada, Estados Unidos, consulte o artigo: Goldfied.

Goldfield é uma cidade localizada no estado americano de Iowa, no Condado de Wright.

## Demografia
Segundo o censo americano de 2000, a sua população era de 680 habitantes.
Em 2006, foi estimada uma população de 632, um decréscimo de 48 (-7.1%).

## Geografia
De acordo com o United States Census Bureau tem uma área de
2,6 km², dos quais 2,6 km² cobertos por terra e 0,0 km² cobertos por água.

## Localidades na vizinhança
O diagrama seguinte representa as localidades num raio de 16 km ao redor de Goldfield.